# San Gabriele Arcangelo all'Acqua Traversa
San Gabriele Arcangelo és una de les esglésies de Roma, situada al suburbi de Della Vittoria, al viale Cortina d'Ampezzo.

## Història
Va ser construït al segle xx.
L'església és seu parroquial, establerta el 30 d'agost de 1956 pel cardinal vicari Clemente Micara amb el decret Neminem fugit, i confiada, des de 1958, als sacerdots de la Societat de les Divines Vocacions (anomenades vocacionalistes).
És la seu del títol cardenalici de "San Gabriel Arcangelo all'Acqua Traversa", establert pel Papa Joan Pau II el 28 de juny de 1988.

## Art i arquitectura
L'església conté dues obres de Vera Puoti, el Retrat del venerable Giustino Russolillo, fundador dels pares vocacionistes, realitzat l'any 2007, i una Madonna de Salve Regina.

## Titulars
- Jean Margéot (28 de juny de 1988 - 17 de juliol de 2009 mort)
- José Manuel Estepa Llaurens (20 de novembre de 2010 - 21 de juliol de 2019 deceduto)
- Fridolin Ambongo Besungu, des del 5 d'octubre de 2019